# 戸川安長
戸川 安長（とがわ やすなが、元禄6年〈1693年〉 - 延享元年11月30日〈1745年1月2日〉）は、江戸時代中期の幕臣（旗本）・400石。通称は兵庫、のち左衛門、十兵衛。
内藤正到の三男として生まれ、戸川安通の養子に入った。元文5年（1740年）9月に安通が隠居したため、跡目を相続した。
役職は小姓組であった。
延享元年11月30日没。跡目は子の安精が継いだ。

## 系譜
- 父：内藤正到
- 母：横田景松の娘
- 養父：戸川安通
- 妻：岩瀬友右衛門の娘
  - 男子：戸川安精
  - 女子：小川康慶室（のち離婚）